# Амарант бурий
Амара́нт бурий (Lagonosticta nitidula) — вид горобцеподібних птахів родини астрильдових (Estrildidae). Мешкає в Центральній і Південній Африці.

## Опис
Довжина птаха становить 10-11 см, вага 9-11 г. Самці мають переважно переважно бурувато-сіре забарвлення, крила у них оливково-коричневі. Обличчя і горло яскраво-червоні, грди і боки винно-червоні, поцятковані білими плямками з чорними краями. Решта нижньої частини тіла сірувато-коричнева або сіра. Надхвістя червоне, хвіст чорний. Очі чорнувато-карі, дзьоб червоний, біля основи сизий, лапи тілесного кольору. Самиці мають подібне забарвлення, однак голова у них менш червона.

## Поширення і екологія
Бурі амаранти мешкають в центрі і на півдні Демократичної Республіки Конго, на крайньому південному заході Танзанії (Руква, південь Сонгве), в Анголі, Замбії, на північному сході Намібії і на півночі Ботсвани, в дельті Окаванґо. Вони живуть в очеретяних і папірусових заростях на берегах річок, в заболочених лісах і на болотах, на висоті до 2000 м над рівнем моря. Зустрічаються парами або сімейними зграйками до 6 птахів. Живляться переважно насінням трав, яке шукають на землі, іноді також ягодами, плодами і дрібними комахами.
Сезон розмноження у бурих амарантів припадає на завершення сезону дощів. Гніздо кулеподібне, робиться парою птахів з рослинних волокон і переплетених травинок, встелюється мохом і пір'ям. В кладці від 3 до 5 білих яєць. Інкубаційний період триває 13-14 днів, насиджують і самиці і самці. Пташенята покидають гніздо через 18-19 днів після вилуплення, однак батьки продовжують піклуватися про них ще кілька тижнів.